# Matthew Etherington
Matthew Etherington est un footballeur anglais né le 14 août 1981 à Truro en Angleterre reconverti entraîneur.

## Biographie
Formé à Peterborough United, il a débuté en professionnel à l'âge de 15 ans et 262 jours contre Brentford en Coca-Cola League 1, le 3 mai 1997. Mais c'est lors de la saison 1998-99 que Etherington s'impose réellement avec 33 matchs disputés et trois buts inscrits.
Après un essai à Manchester United en juillet 1999, il s'engage en janvier 2000 avec le Tottenham Hotspur FC en Premier League pour 500.000 £ en plus du joueur Simon Davies. Malgré son acharnement au travail, il ne réussira pas à s'imposer chez les Spurs, étant même prêté deux mois à Bradford City en Championship.
En août 2003, il prend la direction de West Ham Utd en Championship dans le cadre du transfert de Frédéric Kanouté. En 2005, avec son équipe il accède à la Premier League. En plus de cinq saisons chez les Hammers, Etherington a laissé un bon souvenir, marquant à seize reprises en 165 matchs de championnat.
Le 8 janvier 2009, après que Gianfranco Zola l'eu écarté au profit de joueurs plus jeunes, Etherington est transféré à Stoke City pour 2 M£ et un contrat de trois ans et demi.